# 热帮错
热帮错（藏語：ར་བང་མཚོ，威利转写：ra bang mtsho，THL：Rabang Tso）位于中国西藏自治区阿里地区日土县境内，地处日土县南部，湖面海拔4324米，面积31.6平方公里。湖区年均气温0℃左右，年均降水量50～75毫米。湖水主要靠泉水补给。集水区面积1530.4平方公里。湖水中富含钾、硼等资源。